# Kōki Fukui
Kōki Fukui (japanisch 福井 光輝 Fukui Kōki; * 4. November 1995 in Fujisawa) ist ein japanischer Fußballspieler.

## Karriere
Fukui erlernte das Fußballspielen in der Schulmannschaft der Shonan Institute of Technology High School und der Universitätsmannschaft der Nippon Sport Science University. Seinen ersten Vertrag unterschrieb er 2018 bei FC Machida Zelvia. Der Verein spielte in der zweithöchsten Liga des Landes, der J2 League. Am Ende der Saison 2023 feierte er mit Machida die Zweitligameisterschaft sowie den Aufstieg in die erste Liga. Nach insgesamt 129 Ligaspielen wechselte er im Januar 2025 zu dem ebenfalls in der ersten Liga spielenden Cerezo Osaka.

## Erfolge
FC Machida Zelvia
- Japanischer Zweitligameister: 2023  ▲